# Nikolaus Kopernikus-universitetets polarstation

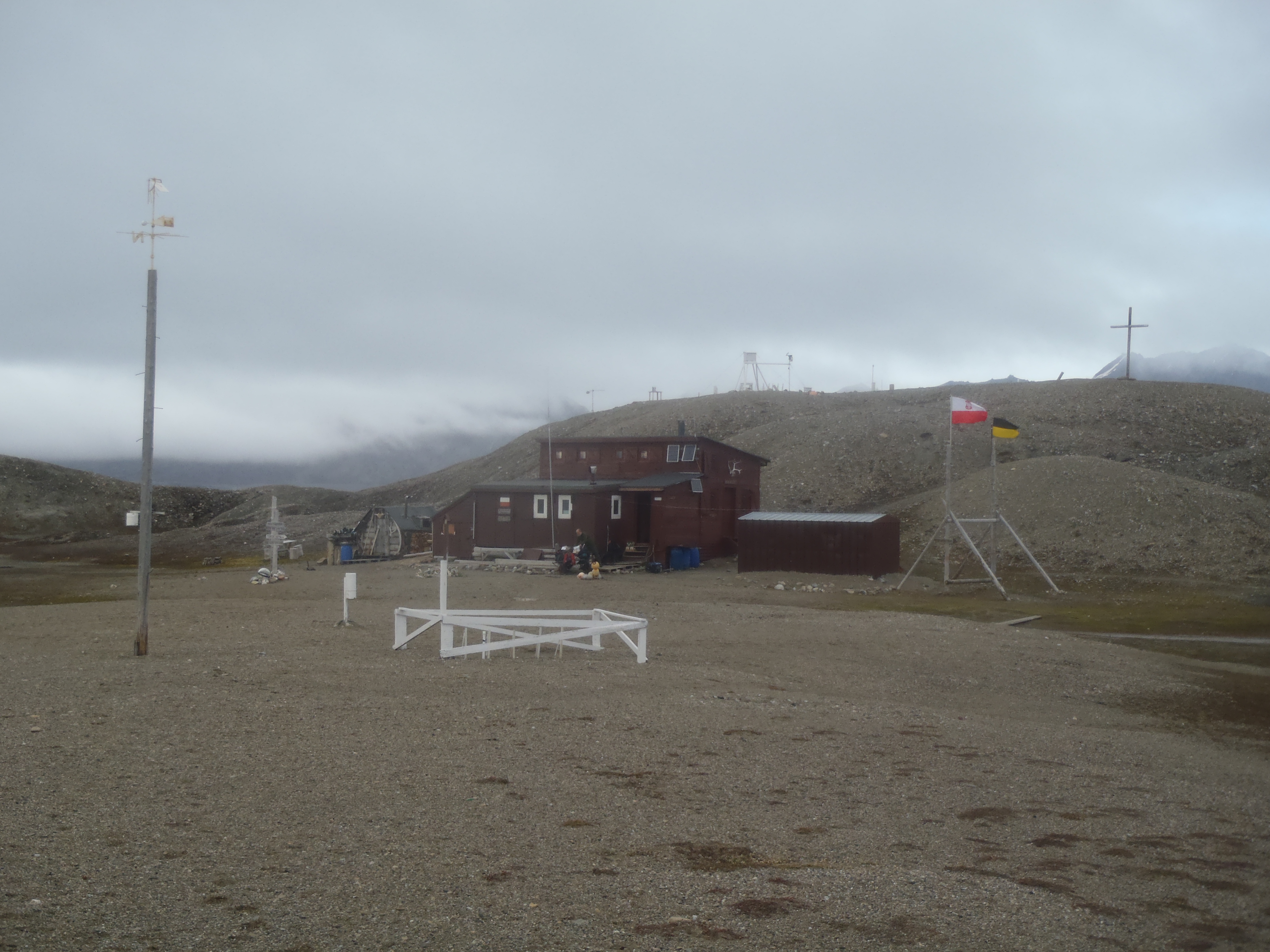
Nikolaus Kopernikus-universitetets polarstation, augusti 2011

Nikolaus Kopernikus-universitetets polarstation, eller Hahut (polska: Stacja Polarna Uniwersytetu Mikołaja Kopernika na Spitsbergenie) är en polsk polarforskningsstation. Den ligger i västra delen av Oscar II:s land på nordvästra Spetsbergen i Svalbard, längst norrut på låglandet på Kaffiøyra, alldeles vid foten av Aavatsmarkbreen. Platsen på Heggodden är 150 meter från Forlandsundets strand.
Vid lokaliseringen av forskningsstationen togs hänsyn till att den låg nära glaciärer, eftersom glaciärforskning var ett huvudsyfte för stationens forskning, samt också att den ligger i ett område med varierande naturtyper. Forlandsundet är isfritt från mitten av juni.
Forskningsstationen har varit i drift sedan 1975. År 2007 utbyggdes den väsentligt. Den upprättades av Nikolaus Kopernikus-universitetet i Toruń, som är namngivet efter astronomen Nikolaus Kopernikus.
Stationen har använts av ett 40-tal expeditioner med upp till omkring åtta personer vardera. Fram till 2011 besöktes stationen av omkring 300 personer. Polarstationen är den nordligaste polska vetenskapliga institutionen.